# توقع (أدب)
التوقع أو التدليل (من (بالإغريقية: πρόληψις)‏ prólēpsis  هي تعني في نظرية القراءة والقصص توقع يجريه القارئ عن المستقبل، ومن ناحية أخرى يتحسس جمال تأثير ما يقرأه.
التوقع و التدلي يتميز بعدد من الاحتمالات الممكنة:
- إذا لم يتداخل مع الزمن المروى ، فهو تدلي خارجي
- إذا بقي في الوقت المروى ، يتحدث المرء عن تدلي أو توقع داخلي
- إذا كان يملأ فجوة مسبقًا ، فهو عبارة عن تدلي كامل
- إذا تم إخبار نفس الحدث مرة أخرى لاحقًا ، فهو عبارة عن تدوُّل متكرر ("الترقب")

إن توقع القارئ ضروري للإحاطة بالتوتر وتأثير الفراغات في النصوص الشعرية. من خلال توقع مسار العمل ، يمكن للقارئ على سبيل المثال  أن  يستشعر المخاطر المستقبلية للبطل أو تحولات الحبكة الحاسمة التي تحفزه على مواصلة القراءة (في حالة الروايات المتسلسلة) أو مشاهدة الحلقة الجديدة (ترقب النهاية المشوقة في حالة الأفلام متعددة الأجزاء أو المسلسلات التلفزيونية).

## انظر ايضا
- حجب
- إنذارات ملحمية